# Авл Плавтий (претор)
Авл Пла́втий, или Авл Пло́тий (лат. Aulus Plautius или Aulus Plotius; умер, предположительно, в 48/47 году до н. э.), — римский военачальник и политический деятель из плебейского рода Плавтиев, претор 51 года до н. э. Союзник Гнея Помпея.

## Биография
Авл принадлежал к плебейскому роду Плавтиев, представители которого часто занимали консульские должности в IV веке до н. э. Потом Плавтии исчезли из истории и вернулись в неё во второй половине II века до н. э. Об их генеалогии никакой точной информации нет; Авл мог быть сыном легата времён Союзнической войны того же имени.
Исследователи предположительно отождествляют с Авлом Плавтием легата Плотия, который, согласно Аппиану и Луцию Аннею Флору, в 67 году до н. э. действовал против пиратов в Сицилии под командованием Гнея Помпея Великого. В этом случае Авл должен был ещё до 67 года до н. э. занимать должность квестора. Предположительно и в последующие годы он был подчинённым Помпея — теперь уже на Востоке, в рамках Третьей Митридатовой войны, и, в частности, воевал в Иудее. Именно в связи с этим опытом Плавтий мог позже, во время своего эдилитета, чеканить монеты с надписью Bacchius Iudaeus, демонстрирующие подчинение Риму восточных царей. Антиковед Фридрих Мюнцер констатирует, что на первом этапе карьера Авла шла достаточно медленно и что причины этого остаются неясными.
В 56 году до н. э. Плавтий занимал должность народного трибуна. В этом качестве он ознакомил сенат с письмом свергнутого египетского царя Птолемея XII Авлета, в котором тот просил Республику о помощи против своих взбунтовавшихся подданных. В 54 году до н. э. Плавтий занимал должность курульного эдила (совместно с одним из коллег по трибунату, Гнеем Планцием) и, в частности, ведал чеканкой монеты. В 51 году до н. э. он был претором — либо городским (praetor urbanus), либо по делам иностранцев (praetor peregrinus). Такой вывод учёные делают из одного письма Марка Туллия Цицерона из Киликии, где автор задаёт риторический вопрос: «Мне производить суд в Лаодикее, когда в Риме его производит Авл Плотий?».
После этого Авл упоминается в сохранившихся источниках только один раз. Цицерон сообщает, что после битвы при Фарсале (август 48 года до н. э.) его друг Тит Антистий укрылся «у Плавтия в Вифинии», а там позже встретился с Гаем Юлием Цезарем. Известно, что последний поручил управлять Вифинией Гнею Домицию Кальвину, а значит, Плавтий мог быть наместником этой провинции из помпеянского лагеря. В этом случае он мог стать жертвой гражданской войны. В 47 году до н. э. дом Авла в Риме был выставлен на продажу, а это может означать, что на тот момент Авл уже был мёртв.